# آرشیاک
آرشیاک (به فرانسوی: Archiac) یک کمون در فرانسه است که در canton of Archiac واقع شده‌است. آرشیاک ۴٫۴۸ کیلومتر مربع مساحت دارد ۱۱۱ متر بالاتر از سطح دریا واقع شده‌است.